# H2LO
| Recensione | Giudizio |
| ---------- | -------- |
| InterMedia |          |

H2LO è il terzo album in studio della cantante ucraina Loboda, pubblicato il 24 marzo 2017 dalla Sony Music.
È stato riconosciuto con lo YUNA al miglior album.

## Tracce
1. Intro – 1:08 (Svitlana Loboda)
2. Tvoi glaza – 3:50 (Igor' Majskij, Svitlana Loboda, Rita Dakota)
3. Slučajnaja – 3:53 (Kirill Pavlov)
4. Sterva – 3:39 (Igor' Majskij)
5. K čёrtu ljubov' – 3:31 (Oleg Vladi)
6. Žarko (feat. Monatyk) – 3:52 (Dmytro Monatyk)
7. Ubej menja – 3:25 (Rita Dakota, Ruslan Kvinta)
8. Ne nužna – 3:29 (Svitlana Loboda, Rita Dakota)
9. Nevesta – 3:09 (Rita Dakota)
10. Čut'-čut' – 3:37 (Islam Rachimžanov, Vladimir Kurto)
11. Tancuju volosami – 3:33 (Nikita Kiselёv)
12. Odnoj masti – 3:24 (Toskana)
13. Pariž – 4:02 (Nikita Kiselёv)
14. Tekila-ljubov – 4:14 (Konstantin Meladze)
15. K čёrtu ljubov' (Kiriyakidi Remix) – 3:28 (Oleg Vladi)
16. K čёrtu ljubov' (Hardy Boy Remix) – 3:05 (Oleg Vladi)
17. Pora domoj (DJ Antonio Remix) – 3:11 (Andrej Osadčuk)